# 赫爾塞什蒂鄉
46°32′11″N 22°30′16″E / 46.53639°N 22.50444°E
赫爾塞什蒂鄉（羅馬尼亞語：Comuna Hârsești, Argeș），是羅馬尼亞的鄉份，位於該國中南部，由阿爾傑什縣負責管轄，面積52平方公里，海拔高度174米，2007年人口2,529，人口密度每平方公里49人。